# Rhododendron mendumiae
Rhododendron mendumiae är en ljungväxtart som beskrevs av Graham Charles George Argent. Rhododendron mendumiae ingår i släktet rododendron, och familjen ljungväxter. Inga underarter finns listade i Catalogue of Life.